# Belagerung von Geertruidenberg (1813)
Im November 1813 befand sich das 3. preußische Corps unter General von Bülow in Minden. Am 13. November 1813 setzte er sich nach Münster in Bewegung, was er am 17. November 1813 erreichte. Am 26. November erreichte das Gros Borken, um nach Holland überzusetzen. Die Generale von Oppen und Benckendorff griffen bereits am 23. November die Stadt Doesburg an. Am 30. November 1813 ging der Prinz Wilhelm in Scheveningen an Land.
Der betagte General Lorcet wurde mit 30 Marine-Soldaten nach Geertruidenberg geschickt.
Am 13. Dezember 1813 besetzte eine Abteilung Kosaken unter dem russischen General Stahl von dem fliegenden Corps des russischen Generals von Benckendorff die Festung Geertruidenberg. Die Garnison war schwach und nicht zuverlässig, da viele nicht auf der Seite Napoleons standen, sondern mit den Oraniern paktierten. Der General handelte daher einen freien Abzug aus und verließ Festung.